# Bobby Ray Inman
Bobby Ray Inman, né le 4 avril 1931 à Rhonesboro dans le Texas, est un amiral de l'US Navy à la retraite qui occupa de très importantes fonctions au sein des services de renseignements américains, dont celle de directeur de la National Security Agency (NSA).

## Carrière
Inman commence sa carrière en 1951 dans la marine et se spécialise dans le renseignement. En 1961, il est analyste de renseignement d'origine électromagnétique au Navy Field Operational Intelligence Office situé au siège de la NSA. Il est nommé directeur du renseignement naval en 1974. Il y travaille avec la NSA sur les projets d'écoutes des câbles de télécommunications sous-marins. Il est nommé vice-directeur de la Defense Intelligence Agency (DIA) en 1976 puis directeur de la National Security Agency (NSA) en 1977.
Il organisera des fuites (distillées) pour la presse neutralisant ainsi ses attaques. Il devient cependant un homme un peu trop public pour un celui qui est censé garder les plus grands secrets de la planète.[réf. nécessaire] Cependant sous sa direction la NSA prendra de plus en plus de poids face à la CIA.
Peu après l'arrivée de Ronald Reagan en 1981 à la présidence, il est nommé comme directeur adjoint de la CIA, alors sous la direction de William J. Casey et n'y reste qu'une année. Bill Clinton veut le nommer secrétaire à la défense mais des anciennes rumeurs concernant une éventuelle homosexualité viennent briser cette nomination.
Inman occupe également un siège au conseil d'administration du Council on Foreign Relations et dans celui de la société Dell. Inman avait des liens avec la société International Signal and Control (ISC), qui est rachetée par Ferranti en 1987. Ferranti fait faillite en 1993 à cause des dettes de l'ISC.
En 2006, Inman critique l'utilisation de la NSA par l'administration Bush, il est le plus haut responsable retraité des renseignements américains à avoir émis une telle critique publiquement,.